# Alois Riehl
Alois Adolf Riehl (27 de abril de 1844-21 de noviembre de 1924), fue un filósofo austriaco nacido en Bolzano, en aquella época Bozen, en Austria, pero actualmente en Italia.
Hermano de Josef Riehl, perteneció a la corriente filosófica neokantiana y trabajó como profesor en Graz, más tarde en Friburgo y finalmente en Berlín, donde encargó al arquitecto Mies van der Rohe que diseñara su hogar en Neubabelsberg. Fue el supervisor doctoral del filósofo Oswald Spengler.
Su pensamiento es próximo al realismo crítico. Y su monismo filosófico pretende superar todo dualismo entre lo físico y lo psíquico. Más en particular, Riehl revivió el realismo herbartiano hacia finales del siglo XIX. Para Riehl la filosofía tiene que centrarse en su "objeto propio" (es decir, en su tema científico): "la investigación científica de la conciencia, sus objetos y sus leyes". Así Riehl consigue una manera clara -aunque problemática- de distinguir entre la filosofía, que estudia los productos mentales, y la psicología, que estudia los procesos mentales.
Riehl murió en Berlín y fue enterrado en el Alter Friedhof en Klein-Glienicke. 
Su esposa Sofie fue la tía de Frieda Gross, la esposa del médico austriaco, científico y revolucionario, Otto Gross.

## Obras
- El criticismo filosófico y su significación para la ciencia positiva.
- Lógica y teoría del conocimiento.
- Friedrich Nietzsche, El artista y el pensador.